# آدریانو (بازیکن فوتبال، زاده ۱۹۸۵)
فرانسیسکو آدریانو دا سیلوا رودریگز (به پرتغالی: Francisco Adriano da Silva Rodrigues) مهاجم اهل برزیل است که در شهر بلو هوریزونته و در تاریخ ۱۴ اکتبر ۱۹۸۵ به دنیا آمده‌است. آدریانو در تیم‌های فوتبال کروزیرو سابقهٔ حضور دارد.